# Éditions Mabiki
Les éditions Mabiki sont une maison d'édition belgo-congolaise, fondée en 2005, spécialisée dans la publication d'ouvrages portant sur le continent africain et plus particulièrement des œuvres en rapport avec la république démocratique du Congo.

## Histoire
La société est créée par Bienvenu Sene Mongaba le 21 septembre 2005 à Wavre en Belgique avec le statut d'association sans but lucratif (ASBL),.
Elle se donne pour objectifs d'assurer l'intégration citoyenne de personnes d'origine africaine en Belgique, de faire la promotion des littératures africaines et d'améliorer le contenu de l'enseignement en République démocratique du Congo (RDC), en publiant des ouvrages de différentes disciplines (chimie, littérature, histoire, mode, etc.) écrits dans des langues européennes et africaines,.
Elle se déploie en RDC à partir de 2007.
En 2017, la 1ère édition du trophée de la littérature Congolaise «Mikanda Awards» récompense un livre publié aux éditions Mabiki, J’ignorais encore nager dans les flots de la vie  Yannick P. Tambwe, éd. Du Pangolin & Mabiki 

## Auteurs
Les éditions Mabiki publient notamment :
- Bienvenu Sene Mongaba
- Richard Ali A Mutu